# Zhang Guotao
Zhang Guotao, född 26 november 1897 i Pingxiang, Jiangxi
, död 3 december 1979 i Scarborough, Ontario, var en av grundarna av Kinas kommunistiska parti och spelade en framstående roll i partiet fram till slutet på 1930-talet.
Efter 1931 var Zhang ledare för den kinesiska sovjetrepubliken i Eyuwan, gränsområdet mellan provinserna Hubei, Henan och Anhui. Under den Långa marschen ledde han en egen kolumn ut ur området, men han vägrade att följa Mao Zedongs kolumn mot norra Shaanxi. Istället tog Zhang sina trupper till sydöstra Kina. 1938 hoppade han av kommunistpartiet och gick med i Kuomintang.
Efter Kuomintangs nederlag i det kinesiska inbördeskriget tog han sin tillflykt till Hongkong. 1968 emigrerade han och hans hustru Tzi Li Young till Kanada för att förenas med sina två söner som redan levde där. Han förde ett tillbakadraget liv i Kanada och gav bara en intervju till pressen, där han förklarade att han gjort upp med politiken. Kort före sin död 1979 konverterade Zhang till kristendomen.

## Verk i översättning
- Chang, Kuo-t'ao (1971-1972) (på engelska). The rise of the Chinese communist party: the autobiography of Chang Kuo-t'ao. Lawrence, Kans.. Libris 181021